# Wołodymyr Birczak
Wołodymyr Birczak (ur. 12 marca 1881 w Lubieńcach - zm. 11 września 1952) – ukraiński działacz społeczny, pedagog, pisarz.
Prowadził działalność społeczną w Galicji, a od początku lat 20. - na Zakarpaciu, głównie w szkolnictwie i Płaście. W czasie I wojny światowej żołnierz Legionu Ukraińskich Strzelców Siczowych.
Członek Ukraińskiej Partii Socjal-Demokratycznej, z jej ramienia w 1918 był delegatem do Ukraińskiej Rady Narodowej. Był członkiem rzeczywistym Towarzystwa Naukowego im. Szewczenki.
Należał do grupy literackiej Mołoda Muza, był autorem kilkunastu powieści historycznych, rozpraw literackich oraz podręczników do ukraińskich szkół Zakarpacia.
Aresztowany przez władze radzieckie w 1945 w Pradze, 11 stycznia 1946 został skazany na karę łagru. Zmarł w 1952 w gułagu w obwodzie krasnojarskim ZSRR.